# Glyoxylsäure
Glyoxylsäure (auch Oxoessigsäure, Glyoxalsäure, Ethanalsäure oder Oxoethansäure) besteht aus einer Aldehyd- und einer Carboxygruppe. Sie stellt damit eine Zwischenstufe bei der Oxidation von Glycolsäure zu Oxalsäure dar. Ihre Salze heißen Glyoxylate.

## Vorkommen

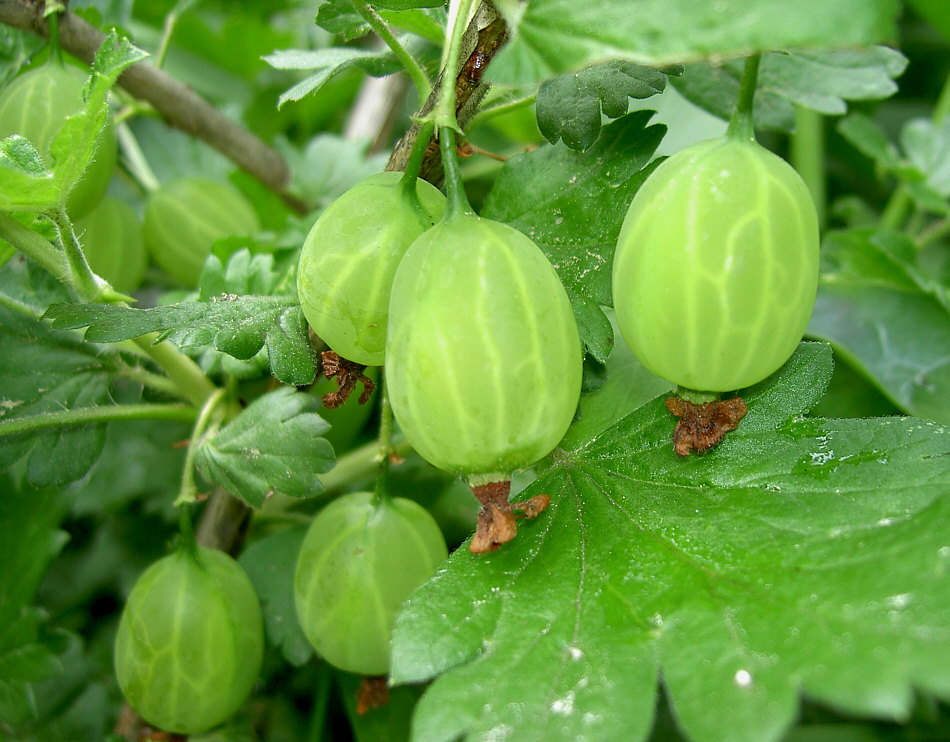
Stachelbeere (Ribes uva-crispa)

Glyoxylsäure ist in jungen grünen Blättern und unreifen Früchten (vor allem Rhabarber, Johannis- und Stachelbeeren) enthalten. In Eisessig kommt Glyoxylsäure ebenfalls in kleinen Mengen vor.

## Gewinnung und Darstellung
Zur Gewinnung von Glyoxylsäure wird Dichloressigsäure hydrolysiert oder Oxalsäure elektrolytisch reduziert. Möglich ist auch eine Oxidation von Glycolsäure oder eine Ozonolyse von Maleinsäuredimethylester und anschließende Hydrolyse des entstehenden Glyoxylsäuremethylester-methyl-hemiacetals. Der technische Prozess der Ozonolyse von Maleinsäuredimethylester erwies sich als nicht beherrschbar und wurde 2004 eingestellt. Die industriell wichtigste Route zur Glyoxylsäure ist heute die Oxidation von Glyoxal mit konzentrierter Salpetersäure.

## Verwendung
Glyoxylsäure wird zur Synthese von Allantoin, Antibiotika, Komplexbildnern, Pflanzenschutzmitteln, Vanillin, Ethylvanillin und anderen chemischen Produkten verwendet. Durch Umsetzung mit Cyclohexanon, nachfolgende Wasserabspaltung und katalytische Dehydrierung entsteht 2-Coumaranon (Benzofuran-2(3H)-on), ein Ausgangsstoff zur Darstellung des Fungizids und Strobilurins Azoxystrobin.

## Eigenschaften
Aus einer wässrigen Lösung kristallisiert Glyoxylsäure als Glyoxylsäurehydrat (Dihydroxyessigsäure) aus. Diese Verbindung stellt eine Ausnahme der Erlenmeyer-Regel dar.